# Viaggio in Cina
(da Carlo Cassola, Viaggio in Cina)
Viaggio in Cina è un saggio di Carlo Cassola pubblicato da Feltrinelli nel 1956.
Tra l'ottobre e il novembre del 1955 Cassola compie, con Franco Fortini, una visita alla Repubblica Popolare Cinese con una delegazione di intellettuali italiani di diversa formazione, tra cui Norberto Bobbio e Piero Calamandrei,
e al ritorno scrive una breve ma intensa relazione. Scrive Renato Bertacchini "nelle pagine, semplici e sicure, registra le conquiste positive e i connotati sociopolitici della rivoluzione cinese, rivelandosi nel contempo particolarmente sensibile ai rinnovati costumi e alle nuove istituzioni dell'«uomo socialista» cinese".

Il giudizio che Cassola dà sulla nuova realtà creatasi con il regime comunista di Mao Tse-Tung è positivo e "ha il merito di non farsi mai indiscriminatamente entusiasta, ma di individuare i limiti ancora non superati nello sforzo grandioso di rinascita di quel Paese"
Il saggio è costituito di otto capitoli. Nel primo, intitolato Viaggio d'andata , avviene il riconoscimento di quei luoghi e di quei paesaggi (Mosca, Kazan', la regione degli Urali, Omsk) visti attraverso gli scritti dei grandi scrittori russi dell'Ottocento. L'aereo sorvola poi sulla Mongolia e la Grande Muraglia, e decolla nella Piazza di Pechino.

Nel secondo capitolo, Pechino, Cassola visita il Giardino d'Inverno. È il 1º ottobre e davanti al presidente Mao sfila la parata militare e civile che dura quattro ore.
Nel terzo capitolo si passa da Pechino a Mukden nella Manciuria dove Cassola ha modo di conoscere il quartiere operaio della capitale e visita il villaggio agricolo di Tu Chen. Dopo la sosta a Tu Chen, il treno riparte da Mukden e arriva alle miniere di carbone di Fushun.

Il quarto capitolo si apre nuovamente su Pechino dove Cassola si trova a colloquio prima con un rappresentante del Ministero dell'Istruzione che gli illustra dettagliatamente la situazione scolastica in Cina, e in seguito con il segretario del Culto che gli dà informazioni sulla politica religiosa del governo.

Il quinto capitolo è ambientato a Shanghai dove Cassola si trova dopo aver attraversato il Fiume Azzurro sul ferry-boat. A Shanghai visita il "Palazzo della cultura" degli operai e una scuola secondaria modello.

Si parla ancora di cultura nel capitolo sesto, ad Hankow, dove si argomenta dei problemi degli artisti cinesi e di come fare a combinare i nuovi contenuti con le forme tradizionali e quindi a salvaguardare la creatività originale cinese con l'assimilazione della cultura e dell'arte occidentale.

L'ultimo soggiorno è a Canton, capitolo settimo, e Cassola prova a fare un bilancio e scrive, «nonostante il tenore di vita sia ancora basso, in sei anni il governo popolare cinese ha realizzato i seguenti obiettivi: 1) ha unificato la Cina; 2) l'ha resa indipendente; 3) ha posto riparo al flagello della fame e delle inondazioni; 4) ha iniziato l'industrializzazione razionale del Paese; 5) ha compiuto una riforma agraria di cui hanno beneficiato trecento milioni di contadini; 6) ha dato un grande impulso all'istruzione; 7) ha grandemente migliorato le condizioni igienico-sanitarie e annientato la corruzione».

Il saggio si conclude con l'ottavo capitolo, Viaggio di ritorno, attraverso l'India e la sosta a Bombay. In questo ultimo capitolo Cassola fa un confronto tra la rivoluzione cinese e il movimento di liberazione indiano, pronunciandosi a favore del primo.

## Edizioni
- Carlo Cassola, Viaggio in Cina, Feltrinelli, 1956.